# Киева
Киева (Киёва) — село в Ялуторовском районе Тюменской области, центр Киевского сельского поселения.

## География
Село расположено рядом с автомобильной трассой Р402 (Сибирский тракт) в 25 км к северо-западу от Ялуторовска и в 45 км к юго-востоку от Тюмени.

## История
Село образовалось в 1905 году. Название произошло от фамилии первого поселенца — Киева Мирона Степановича, который жил неподалёку в деревне Килки с четырьмя сыновьями. Так как килкинские земли постоянно затапливались высоким паводком, то он распахивал и засевал возвышенные поля, расположенные сегодня на киевских угодьях. Сначала построили временные избушки, где можно было жить в разгар полевых работ. Их ещё называли Киевскими избушками. Но потом на семейном совете решили переехать сюда на постоянное место жительства, чтобы не тратить время на перегоны. Дома по улице Трактовой (№ 44, 42, 46, 47) — это первые постройки в с. Киева. А самая старая улица села названа в честь Великого Сибирского тракта, который проходил через деревню. Сейчас дорога отодвинулась на север, но название осталось.
Созданный в 1941 году совхоз входил в состав Ишимского управления наркомата молочных совхозов Омской области. Киевское отделение совхоза «Беркутский» специализировалось на производстве молока и мяса. Совхоз «Газовик» образовался в 1981 году. Первый директор — Семёнов Александр Григорьевич. В 1995 году открылся собственный молочный завод.

## Население
| 1912 | 1926 | 2002  | 2006  | 2010  | 2014  |
| ---- | ---- | ----- | ----- | ----- | ----- |
| 175  | ↗571 | ↗1599 | ↗1720 | ↘1549 | ↗1902 |

## Экономика
В селе находится предприятие ООО «Киевский молочный завод».

## Инфраструктура
Дорога до села имеет твёрдое покрытие и 95 процентов улиц заасфальтированы. Село газифицировано и телефонизировано.

## Здравоохранение
С 1980-х годов в селе работают фельдшерско-акушерский пункт и врачебная амбулатория.

## Образование
В 1922 году в селе открылась начальная школа. В 1935 году стала функционировать семилетняя школа, расположившаяся в двухэтажном здании рядом с начальной школой, которая просуществовала до 1985 года. В ней обучалось тогда около 120 детей. С 1987 г. в селе работает средняя общеобразовательная школа.
В селе также имеется музыкальная школа — единственное подобное учреждение на территории Ялуторовского района (открылась 5 декабря 1989 года).
С 1937 г. на ул. Трактовой функционирует воспитательное учреждение для дошкольников — детский сад.

## Культура
В селе имеются культурно-досуговые учреждения — поселковые дом культуры и библиотека.